# Schlauchmagen

Schlauchmagen, Icon

Unter einem Schlauchmagen oder auch einer Schlauchmagenbildung (englisch: Sleeve Gastrectomy) versteht man eine Operationstechnik aus dem Spektrum der Adipositaschirurgie, die einer Verkleinerung des Magenvolumens dient. Gemäß S3-Leitlinie „Chirurgie der Adipositas“ gehört der Schlauchmagen zu den anerkannten Standardtechniken und kommt entsprechend nur bei ausgeschöpften konservativen Therapiemöglichkeiten in Frage.

## Operationsprinzip und Auswirkungen
Das Prinzip der Operation besteht darin, dass durch eine longitudinale Magenresektion entlang der großen Magenkurvatur das Magenvolumen um etwa 80–90 % reduziert wird. Entsprechend wird die Nahrungsmenge reduziert, man spricht daher von einem restriktiven Operationsverfahren.
Neben der Reduzierung der Nahrungsmenge werden neuro-humorale Wirkmechanismen diskutiert, da es nach der Operation zu messbaren Veränderungen des Plasmaspiegels verschiedener gastrointestinaler Hormone (z. B. Ghrelin) kommt. In der Regel wird eine Reduzierung des Übergewichts von etwa 70–80 % nach etwa 1–2 Jahren erreicht. Da die Technik der Schlauchmagenbildung erst in den letzten Jahren standardisiert wurde, kann noch keine endgültige Aussage im Hinblick auf die Langzeitergebnisse gemacht werden. Der günstige Einfluss auf adipositasassoziierte Begleiterkrankungen (z. B. Diabetes mellitus II, Hypertonie, Schlafapnoesyndrom) ist vergleichbar mit den Ergebnissen der Roux-en-Y-Magenbypass-Operation. Es muss dauerhaft von einem Substitutionsbedarf an Vitamin B12, wie nach anderen Magenresektionen, ausgegangen werden.

## Operationstechnik und Komplikationen

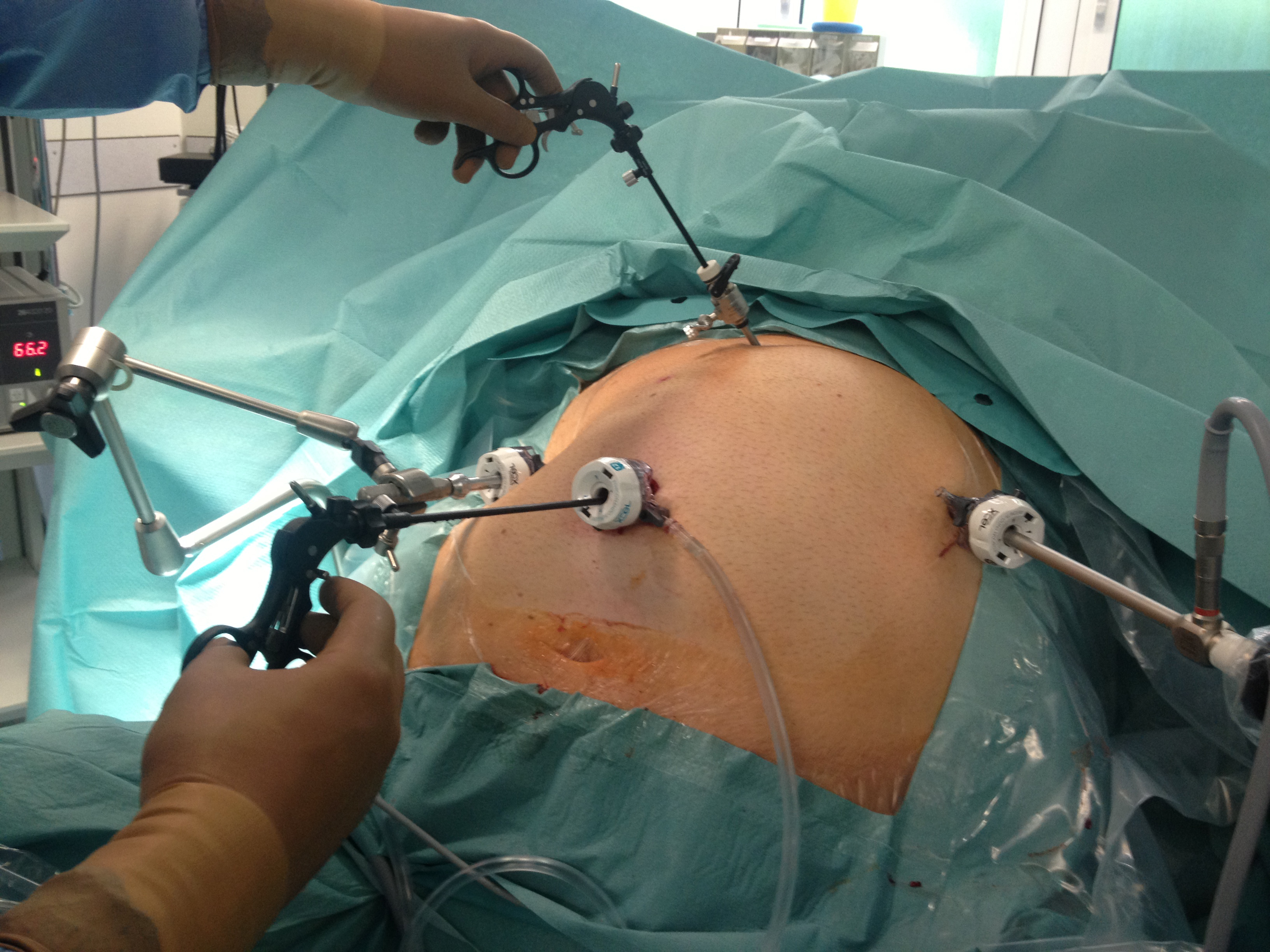
Schlauchmagen-OP, MIC-Technik

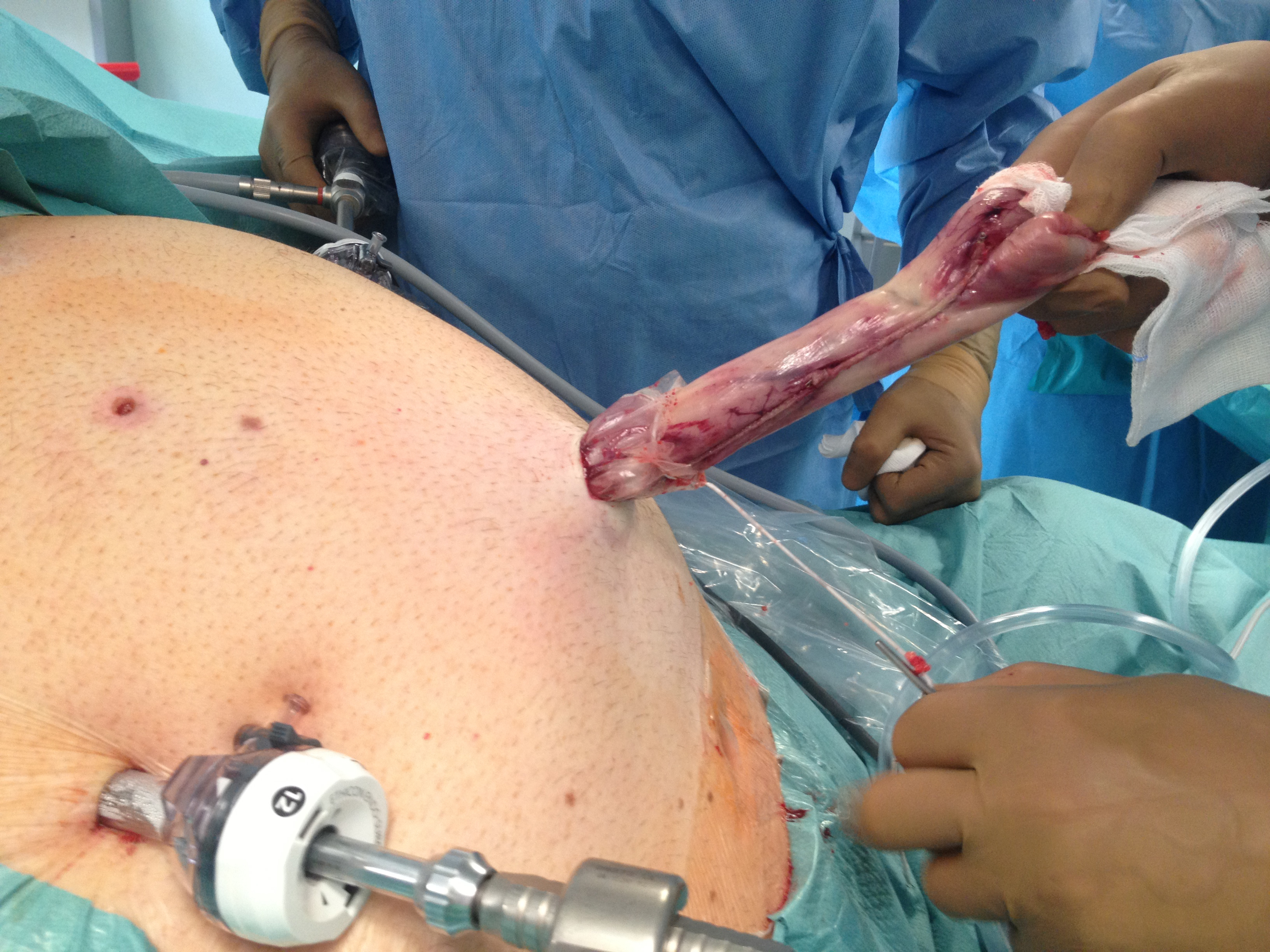
Schlauchmagen-OP, Bergung des Magenresektates

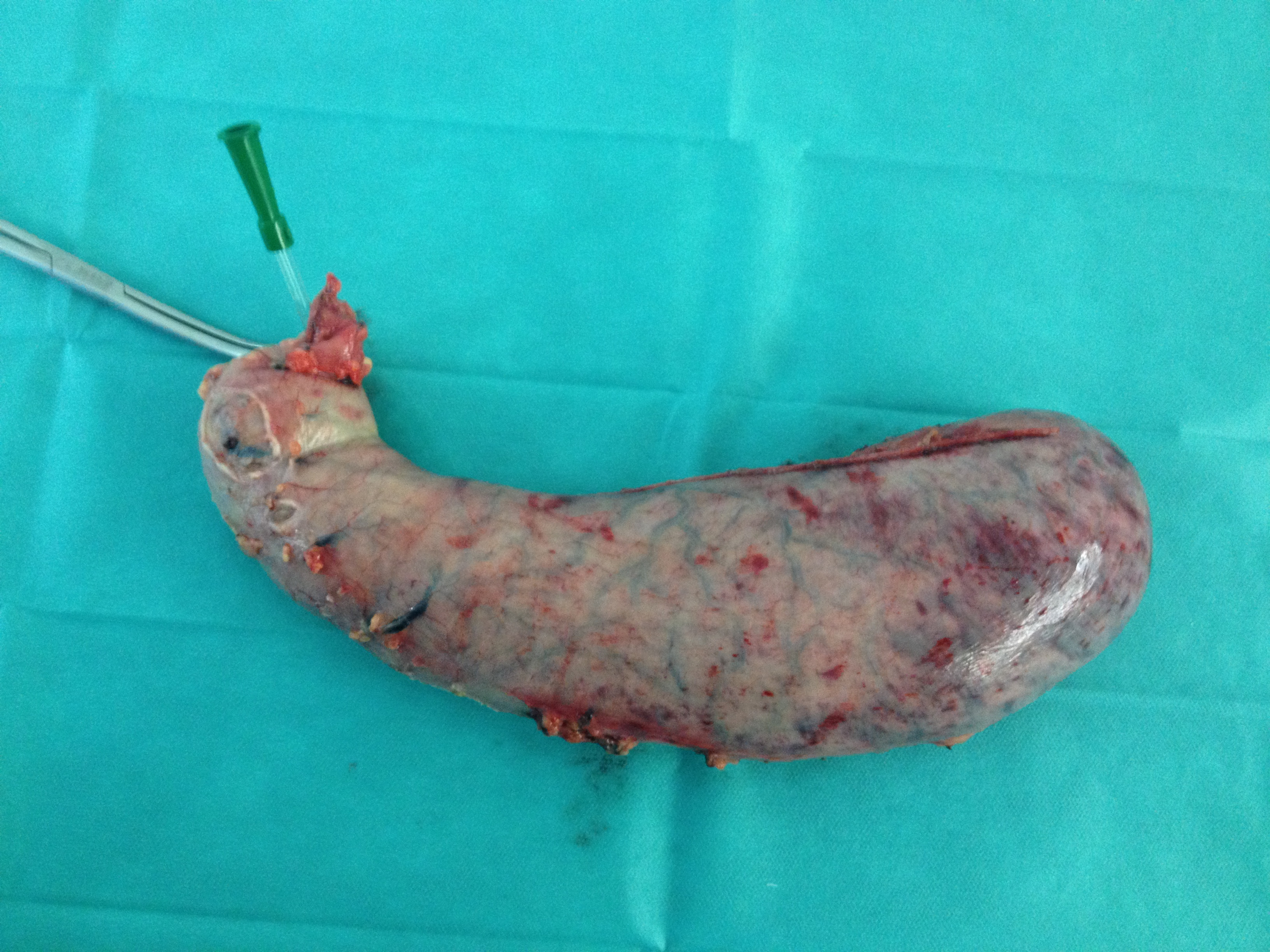
Schlauchmagen-OP, Ex-situ-Volumenmessung

Die Operation erfolgt in Allgemeinnarkose in der sogenannten minimalinvasiven Technik. Der Magen wird entlang der großen Kurvatur bis dicht unterhalb der Speiseröhre vom großen Netz und den Verbindungen zur Milz mit einem Ultraschalldissektor abgetrennt. Die Magenresektion selbst erfolgt mit Klammer-Schneideinstrumenten entlang eines Kalibrierungsschlauchs, der dicht an der kleinen Kurvatur platziert wurde. Nach der Resektion wird meist eine Dichtigkeitsprobe durch Einspritzen von Flüssigkeit (100–150 ml) in den Schlauchmagen (über eine Magensonde) vorgenommen. Der resezierte Magenanteil wird über einen Bergebeutel entfernt, anschließend erfolgt die Ex-situ-Volumenmessung. Die Operation dauert etwa eine Stunde und der stationäre Aufenthalt beschränkt sich bei einem unkomplizierten Verlauf auf etwa 2–4 Tage.
Komplikationen im frühpostoperativen Verlauf ergeben sich u. a. aus Nachblutungen, Nahtundichtigkeiten (Leckage, Insuffizienz), Thrombose und Embolie mit einer Häufigkeit von etwa 1–2 %.

## Aktuelle Bewertung
Die Schlauchmagenoperation hat in den letzten 10 Jahren enorm an Bedeutung gewonnen und das Spektrum der operativen Behandlungsmöglichkeiten bei schwerstem Übergewicht erweitert. Von der Häufigkeit des Eingriffs liegt die Schlauchmagenoperation mittlerweile deutlich vor dem Magenbypass (Statistische Bundesamt 2012: Schlauchmagen 3351 versus 3157 Magenbypass). Ein Vorteil gegenüber der Roux-en-Y-Magenbypass-Operation besteht darin, dass keine Darmumleitung erforderlich ist. Hierdurch eignet sich dieses Verfahren z. B. für Patienten mit einer chronisch entzündlichen Darmerkrankung wie beispielsweise Morbus Crohn oder Darmverwachsungen, da man hierdurch die Option beibehält, weiterhin eine Magenspiegelung (Gastroskopie) ausführen zu können. Ferner ist die Resorption von Medikamenten ungestört. Nachteilig ist aber der irreversible Verlust eines großen Anteils des Magens. Die Schlauchmagenoperation eignet sich auch als Revisionseingriff nach vorheriger Magenbandimplantation.